# Dróżnik Thiel
Dróżnik Thiel (niem. Bahnwärter Thiel) – nowela Gerharta Hauptmanna, która powstała w pierwszym półroczu 1887 roku Opowiadanie to, wydane w 1888, należy do najważniejszych dzieł naturalizmu. Inspirację do napisania noweli stanowią wspomnienia autora z lat młodości na Śląsku. Ponadto Hauptmann przyjaźnił się w Erkner z samotnym dróżnikiem, któremu składał częste wizyty. 
Dróżnik Thiel (jego imię nie zostało podane) był szczęśliwy ze swoją pierwszą żoną, Minną. Po dwóch latach małżeństwa jego ukochana zmarła podczas porodu. Jedyną pociechą bohatera pozostał jego synek Tobiasz. Ze względu na chłopca Thiel postanowił ożenić się po raz drugi. Jego druga żona Lene była kłótliwą i energiczną kobietą. Sprawiała, że mężczyzna z przyjemnością uciekał w samotność do swojego domku dróżnika. Lene urodziła Thielowi dziecko, które faworyzowała. Z jej winy zginął pod pociągiem Tobiasz, którego miała pilnować. Śmierć ukochanego chłopca wprawiła dróżnika w stan obłąkania, w którym zabił żonę i dziecko. 
W noweli ważną rolę pełni nierozerwalnie włączona w akcję przyroda. Jej opisy wywołują w czytelniku wrażenie piękna i siły. Opowiadanie pełne jest realistycznych detali, powtarzających się obrazów natury oraz krótkich, zwięzłych dialogów.